# Chlorogomphus okinawensis
Chlorogomphus okinawensis is een echte libel (Anisoptera) uit de familie van de Chlorogomphidae.
De soort staat op de Rode Lijst van de IUCN als bedreigd, beoordelingsjaar 1996.
De wetenschappelijke naam van de soort werd in 1964 gepubliceerd door Ishida.